# El tocador de zambomba
El tocador de zambomba es una pintura del maestro de la Edad de Oro holandesa Frans Hals, pintado en 1618-1620 y ahora en el Museo de Arte Kimbell. Es considerada la mejor de las varias versiones con el tema realizadas por Frans Hals.

## Pintura
Quince versiones de esta pintura fueron documentadas por Hofstede de Groot en 1910, quien escribió:
"El tocador de zambomba. En el centro hay un hombre girado tres cuartos a la izquierda. Afronta al espectador y ríe con ganas. Viste ropa oscura con un sombrero de ala ancha. Su antebrazo izquierdo rodea una zambomba; en su mano derecha el palo con que toca. Seis niños riendo le rodean. El niño más grande, detrás de él a la derecha, aplaude con delicia. Los otros cinco niños están a su izquierda. Están colocados de modo que sus cabezas forman una línea diagonal abajo a la izquierda. El segundo niño de la parte superior tiene sombrero. El cuarto, una niña con cofia, está a la izquierda detrás de este niño. Al fondo desde una puerta unos campesinos miran.
Existen numerosas variantes de esta composición, que debió ser muy exitosa. Así, en algunas son seis los niños, en otras cinco, la niña del extremo izquierdo mira al espectador y no al músico en el cuadro de la venta de Paul Giersberg. La niña es reemplazada por un niño que mira al músico en el cuadro de la venta de Paul Mersch mientras el segundo niño del fondo, una niña pequeña, que normalmente mira al tocador, mira de frente al espectador.
Un original reconocido de esta composición no ha podido ser localizado. Hay muchas copias y versiones que en el mejor de los casos se remontan al tiempo de Frans Hals, mientras algunas quizás provienen del taller. Como las figuras son de medio cuerpo en muchas copias, se considera que el original era también de media figura."
La zambomba, un instrumento campesino que acompaña los cantos, villancicos y aguinaldos navideños, y hasta el siglo XIX también durante el Carnaval y San Martín, las otras grandes celebraciones invernales populares, fue traída a los Países Bajos por los españoles a mediados del siglo XVI, siendo llamada en neerlandés rommelpot (jarra que zumba).

## Otras versiones
Además de esta, las otras versiones conocidas de esta pintura son:

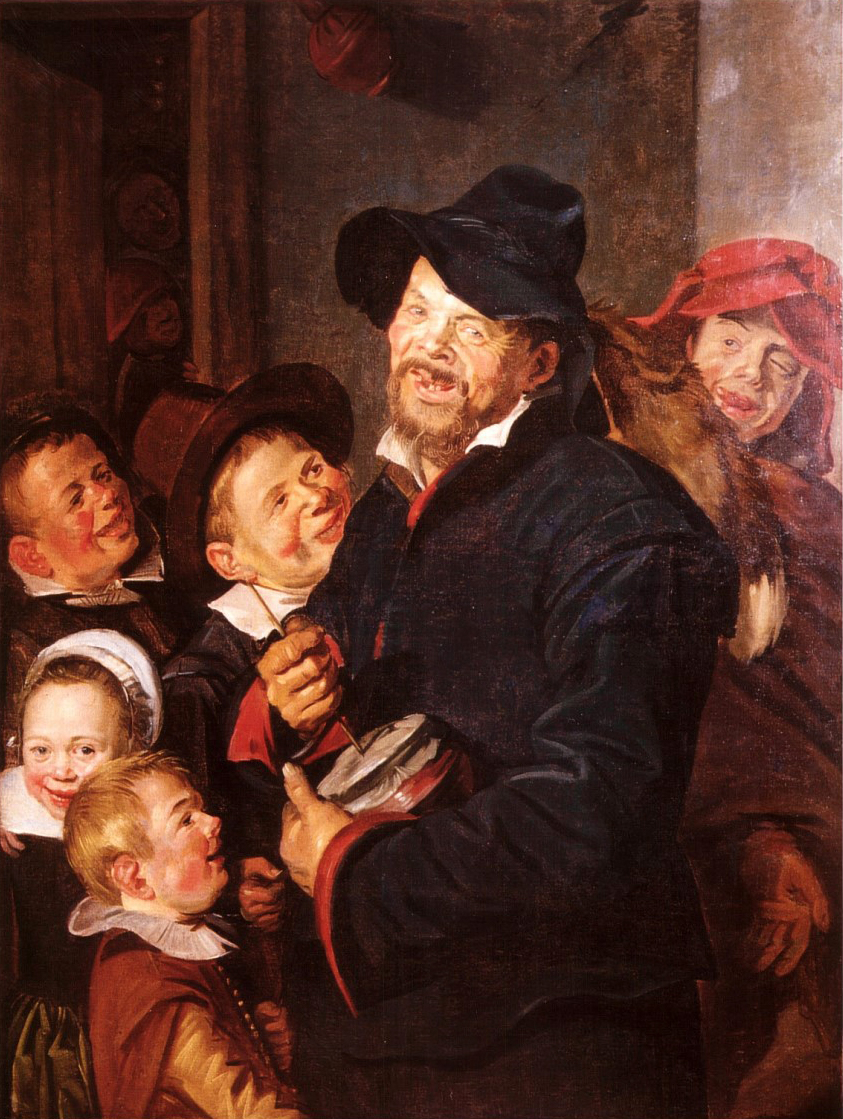
Primera versión de Múnich.
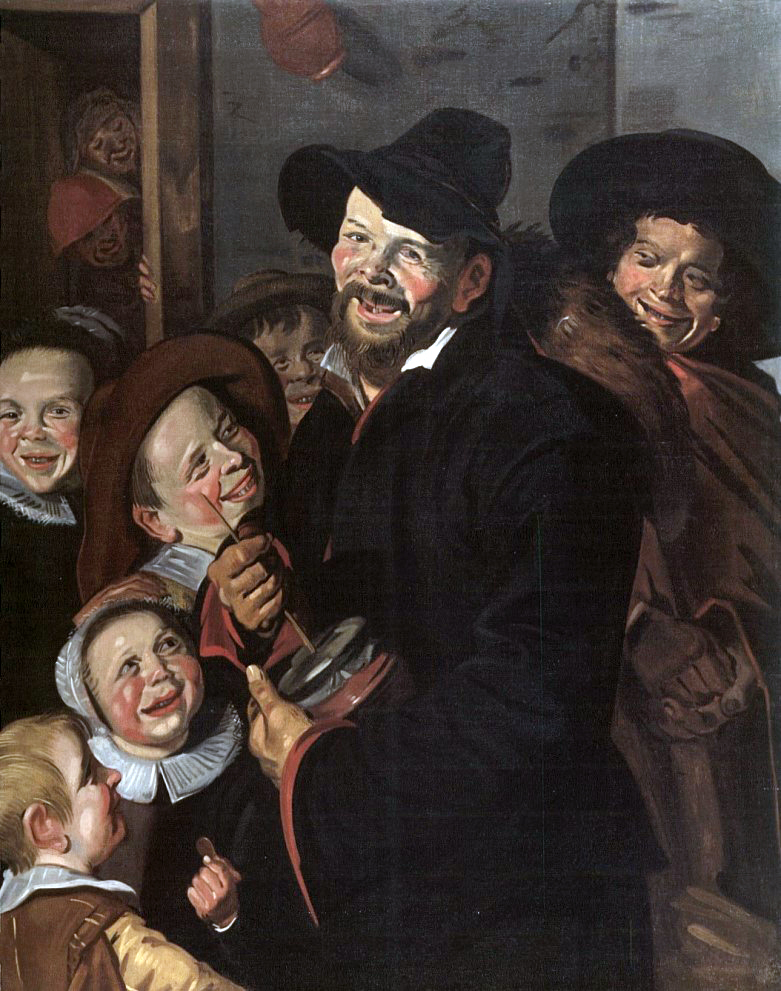
Segunda versión de Múnich.
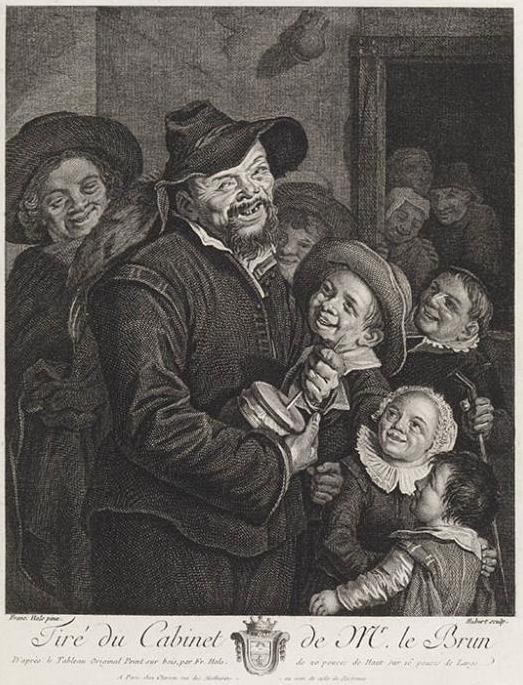
Grabado de François Hubert de la segunda versión.
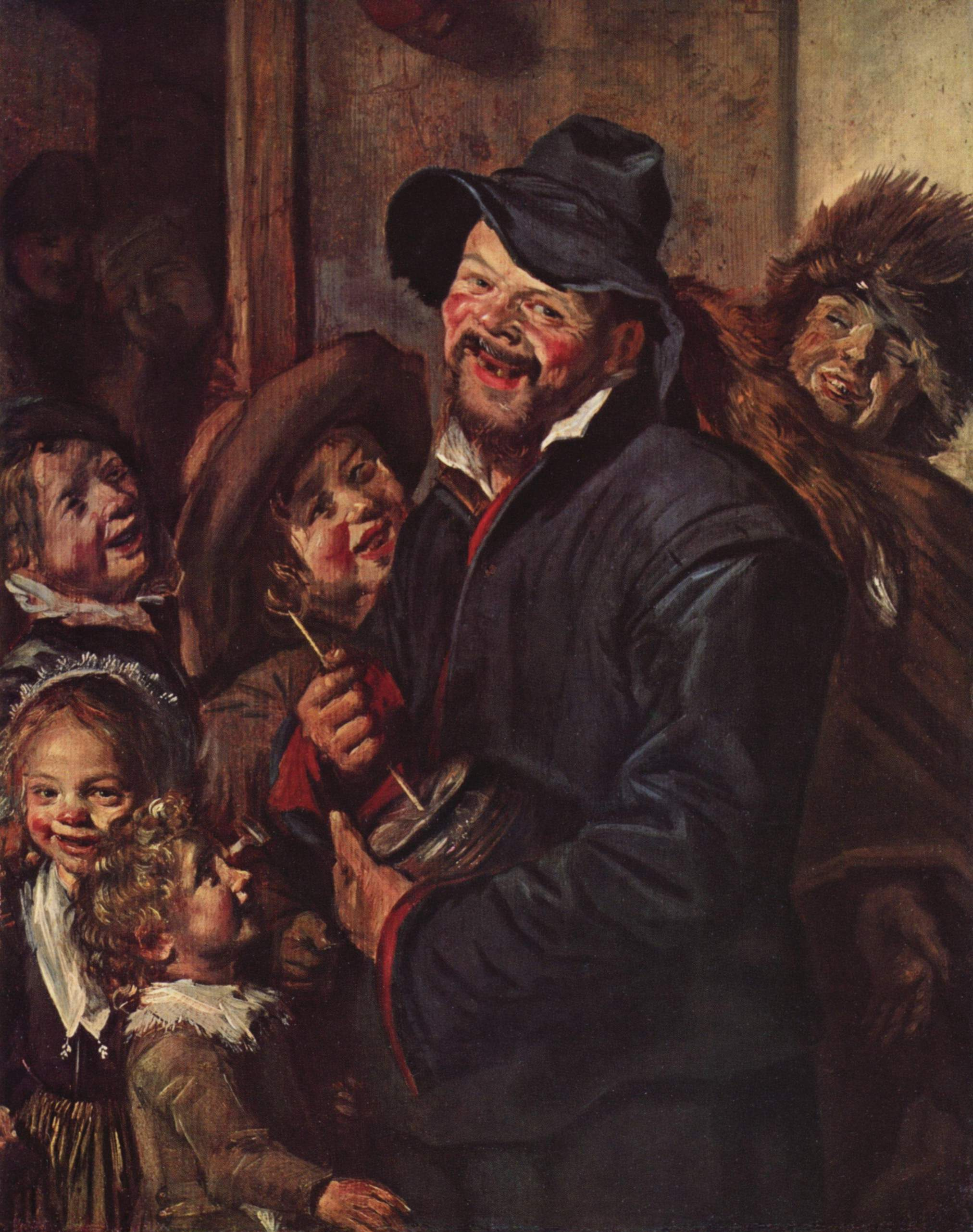
Versión en el Instituto de Arte de Chicago.